# 반도윗수염박쥐
반도윗수염박쥐(Myotis peninsularis)는 애기박쥐과 윗수염박쥐속에 속하는 박쥐이다. 멕시코 북서부 지역의 토착종으로 바하칼리포르니아반도의 바하칼리포르니아수르주에서만 발견된다. 서식지는 반도 남부와 사막이다.

## 분류학과 어원
1896년 8월, 밀러(Loye H. Miller)가 처음 발견했고 1898년 밀러(Gerrit Smith Miller)가 기재했다. 이전에는 동굴윗수염박쥐(Myotis velifer)의 아종으로 간주했다. 종소명 "페닌술라리스"(peninsularis)는 반도를 의미하는 라틴어에서 유래했다.

## 특징
몸길이는 91mm, 꼬리 길이는 34mm이다. 전완장은 39mm이다.

## 분포 및 서식지
바하칼리포르니아수르주 남부에서만 발견된다.

## 보전 상태
국제 자연 보전 연맹(IUCN)이 "멸종위기종"으로 분류하고 있다. 3~4 군데에서만 발견되고, 서식 범위가 4000 km2 이하이다.